# 澀川義鏡
澁川義鏡（生年不詳－卒年不詳）是室町時代後期武將。父親是澁川義俊（一說是澁川滿賴，如果是滿賴的話，與義俊是兄弟關係）。兒子有斯波義廉，養子有澁川義堯（義俊是父親的話，與義堯是從兄弟）。官位	是右兵衛佐。
為了鎮壓享德之亂而被室町幕府派遣到關東並成為堀越公方足利政知的輔佐而一同下向，與扇谷上杉家對立後倒台。

## 生平

### 關東下向
前半生不明。正長元年（1428年），父親義俊隱居，不過義鏡沒有繼承到九州探題職，之後的探題由義俊的從兄弟滿直就任。
長祿元年（1457年），第8代將軍足利義政命令異母兄天龍寺香嚴院主清久還俗改名為鎌倉公方足利政知並在翌年前往關東。義鏡亦一同下向，但是在關東（武藏國蕨鄉，現今埼玉縣蕨市（有異說））亦有分家存在，澁川氏與足利氏一族的家格都相當高。
而在鎌倉大草紙中記載，義鏡在長祿元年向關東下向，作為關東探題而募兵不足，於是向義政要求請將軍家（政知）派兵。

### 攻勢頓挫
長祿2年（1458年），政知留在伊豆堀越（堀越公方）。8月，古河公方足利成氏側的武將岩松持國投向幕府側，下向前的3月向政知送出請求歸服的御教書，義鏡亦添上副狀，在此時開始義鏡就成為政知的執事。不過因為堀越府的軍事力不足，幕府為了討伐成氏而命令斯波義敏向關東出陣。
但是義敏與執事甲斐常治對立，因而爆發長祿合戰。此前義政向兩者提出和解要求，但是沒有效果，於是演變成合戰。義敏在11月遵從再次出陣的命令，但是在翌年5月率軍前往越前並攻向甲斐派的金崎城卻反而遭到大敗。被激怒的義政把義敏廢嫡，立年僅3歳的兒子松王丸為當主。斯波氏不在的關東幕府軍在10月於前線基地五十子陣付近的太田庄（現在的埼玉縣熊谷市）與古河公方戰鬥，但是敗北，於是討伐成氏的計劃失敗（五十子之戰）。
期間，義敏逃往周防的大名大內教弘之下。而甲斐常治亦在8月死去。

### 義廉繼承斯波氏
寬正元年（1460年）正月，幕府側的大名今川範忠返回駿河。4月，堀越陣所的國清寺被古河公方側燒燬，政知把陣所從堀越御所移離。
今川範忠歸國是因為受到長祿合戰的影響，在前年遠江爆發戰亂，與範忠的一族今川範將侵攻遠江有關。斯波氏亦為了鎮壓遠江而令甲斐敏光和朝倉孝景出兵並向關東出陣。政知亦乘機利用斯波軍進入鎌倉，在8月被義政制止。
不過關東派遣使者上洛，訴說堀越府的戰力仍然不足，要求更多軍勢動員。寬正2年（1461年），義政應堀越府的希望而把松王丸廢嫡以及令義鏡的兒子義廉繼承斯波氏。

### 倒台
寬正2年，支持義鏡和政知的上杉教朝自殺，兒子政憲繼承家督並向關東下向。扇谷上杉家家宰太田道真亦隱居。
寬正3年（1462年），傳出上杉持朝謀反的流言。義政命令政知保護持朝，但是在前年7月期間持朝的相模守護活動被停止，堀越府接收了持朝的支配權。更有三浦時高、大森氏賴、實賴父子和千葉實胤等扇谷上杉家的重臣隱遁。這些事件與前年教朝自殺、道真隱居連動，這些都是堀越府向幕府說持朝讒言的關係，以重臣來負起責任的結果，幕後黑手被認定是義鏡。
這年最後，義鏡的活動終止，義政亦沒有向義鏡發出御內書。得知堀越府與關東諸將鬥爭的幕府站在扇谷上杉家的一側，以義鏡退出作為最後處置。

### 最後
倒台後的義鏡動向不明。有說法指是在蕨鄉隱居，養子義堯成為蕨城城主。
在義鏡不在後，義政再次考慮動員斯波氏，並有恢復義敏當主地位的行動。因為對立的甲斐常治已經死去，於是希望再以義敏為主的遠征軍，但是義廉對此作出反擊，依賴舅舅山名宗全發動文正政變，不久後就向著應仁之亂的方向發展。